# 巴拉克拉瓦區

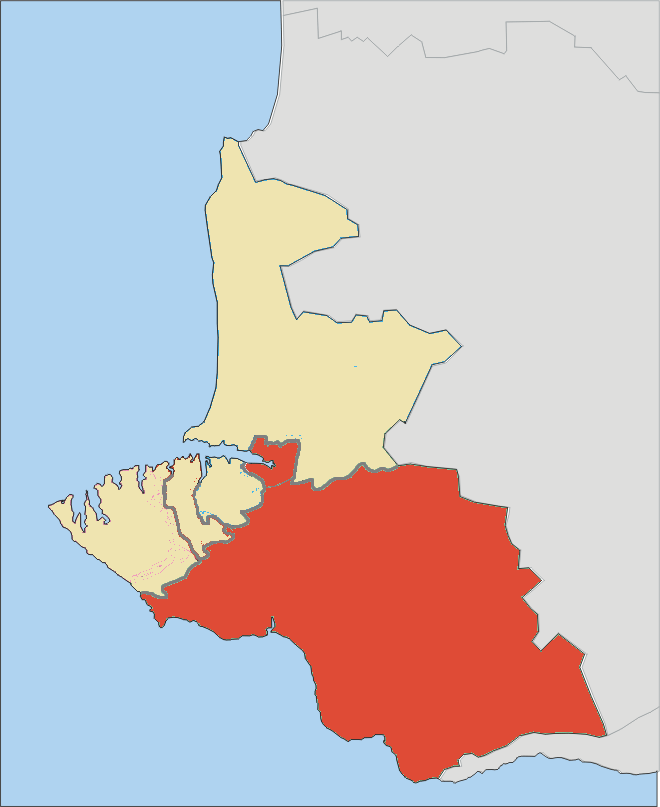

44°30′0.15″N 33°36′0.12″E / 44.5000417°N 33.6000333°E
巴拉克拉瓦區（俄语：Балаклавский район）是位於克里米亞半島西南岸的一個區，由塞瓦斯托波爾負責管轄，面積544.9平方公里，2004年人口34,787，人口密度每平方公里63.84人。